# Vasîlkiv
Vasîlkiv (în ucraineană Васильків) este oraș regional în regiunea Kiev, Ucraina. Deși subordonat direct regiunii, orașul este și reședința raionului Vasîlkiv. 

## Demografie
Componența lingvistică a orașului Vasîlkiv
     Ucraineană (87,29%)
     Rusă (12,19%)
     Alte limbi (0,26%)
Conform recensământului din 2001, majoritatea populației orașului Vasîlkiv era vorbitoare de ucraineană (87,29%), existând în minoritate și vorbitori de rusă (12,19%).